# Civitella Casanova
Civitella Casanova ist eine Gemeinde mit 1572 Einwohnern und liegt in der Nähe von Villa Celiera und Vicoli in der Provinz Pescara. Ein Teil des Territoriums der Gemeinde liegt innerhalb der Grenzen des Nationalparks Gran Sasso und Monti della Laga.

## Geografie
Zu den Ortsteilen (Fraktionen) zählen Vestea, Baffo, Centelle, Fazio, Madonna delle Grazie, Mirabello, Topanera, Fontebruna, Pettorano, San Giuseppe, Santanello und Pastini.
Die Nachbargemeinden sind: Carpineto della Nora, Castel del Monte, Civitaquana, Loreto Aprutino, Montebello di Bertona, Penne, Vicoli und Villa Celiera.

## Geschichte
In der Fraktion San Benedetto wurden Gegenstände und Gebäude aus der römischen Zeit ausgegraben. Eine unterirdische Wasserleitung aus der römischen Zeit wurde gefunden. Civitella wird erstmals in den Chronica S. Monasterii Casinensis erwähnt. Das Dorf wurde bei seiner Gründung Civitella dell’Abbadia genannt. Im 12. Jahrhundert stand dort eine Abtei mit demselben Namen. Das Kloster überstand sieben Jahrhunderte lang fast unbeschädigt. Das Kloster, das an der Grenze zur Gemeinde Villa Celiera liegt, ist heute nur noch eine kleine Ruine.

## Sehenswürdigkeiten
Die Pfarrkirche Santa Maria delle Grazie aus dem 16. Jahrhundert ist eine von drei Kirchen in der Gemeinde. Die Kirche San Michele Arcangelo in der Fraktion Vestea wurde ebenfalls im Renaissance-Zeitalter erbaut. Die Chiesa della Madonna della Cona steht außerhalb des Dorfes.

## Weinbau
In der Gemeinde werden Reben der Sorte Montepulciano für den DOC-Wein Montepulciano d’Abruzzo angebaut.